# At the Speed of Life
At the Speed of Life è il primo album in studio del rapper statunitense Xzibit, pubblicato nel 1996.

## Tracce
1. Grand Opening (Interlude) - 1:32
2. At the Speed of Life - 3:45
3. Just Maintain (feat. Hurricane G & J-Ro) - 3:21
4. Eyes May Shine - 3:54
5. Positively Negative (feat. King Tee) - 3:36
6. Don't Hate Me (Interlude) - 1:32
7. Paparazzi - 3:56
8. The Foundation - 3:55
9. Mrs. Crabtree (Interlude) - 1:17
10. Bird's Eye View (feat. Catastrophe, Hurricane G & J-Ro) - 4:42
11. Hit & Run (Part II) - 3:49
12. Carry the Weight - 4:13
13. Plastic Surgery (feat. Ras Kass & Saafir) - 4:40
14. Enemies & Friends - 4:01
15. Last Words (Interlude) - 1:01